# Epic (Borknagar)
Epic (2004) is het zesde studioalbum van de Noorse progressieve metalband Borknagar. Het werd uitgebracht op Century Media Records. Bassist Jan Erik Tiwaz verliet de band tijdens de opnames van het album, wat erin resulteerde dat drummer Asgeir Mickelson alle baspartijen heeft opgenomen. Mickelson en zanger Hedlund namen ook enkele gitaarpartijen voor hun rekening nadat ook eerder gitarist Jens F. Ryland de band verliet.

## Tracklist
1. Future Reminiscence (Brun) - 5:26
2. Traveller (Brun) - 5:03
3. Origin (Brun, Hedlund) - 4:58
4. Sealed Chambers of Electricity (Brun, Nedland) - 4:12
5. The Weight of the Wind (Nedland) - 3:58
6. Resonance (Brun, Hedlund) - 4:28
7. Relate (Dialogue) (Brun, Nedland) - 4:28
8. Cyclus (Brun) - 5:25
9. Circled (Brun, Nedland) - 4:45
10. The Inner Ocean Hypothesis (Hedlund) - 5:10
11. Quintessence (Brun) - 5:31
12. The Wonder (Brun) - 4:16

## Medewerkers

### Muzikanten
- Vintersorg (Andreas Hedlund) - zang, gitaar
- Øystein G. Brun - gitaar
- Lars A. Nedland - zang, keyboard, piano
- Asgeir Mickelson - drums, percussie, basgitaar, gitaar

### Overige
- Borge Finstad - mixen, mastering
- Morten Lund - mastering
- Christophe Szpajdel - logo